# Joop van Daele
Joop van Daele (Rotterdam, 18 agosto 1947 – 8 maggio 2025) è stato un calciatore olandese, di ruolo difensore.

## Carriera
Con il Feyenoord vinse il campionato olandese nel 1969, nel 1971 e nel 1974 e la Coppa dei Campioni nel 1970. Lo stesso anno van Daele segnò da subentrato la rete decisiva per la vittoria del Feyenoord nella finale di ritorno della Coppa Intercontinentale.
Proprio in quella finale, van Daele, che giocò tutte le partite indossando occhiali da vista in quanto miope, fu avvicinato da alcuni giocatori avversari dell'Estudiantes dopo che ebbe segnato la rete dell'uno a zero. Gli argentini, protagonisti in quegli anni di episodi di intimidazione e violenza già in altre finali intercontinentali precedenti, strapparono gli occhiali a van Daele e li calpestarono, costringendo il difensore olandese a giocare senza fino al termine della partita (poi vinta). Da quel giorno l'episodio entrò nella leggenda per i tifosi del Feyenoord e gli occhiali di von Daele vennero elevati a oggetto di culto. Le lenti indossate da von Daele in occasione della finale furono quindi poste nel museo del Feyenoord situato nello stadio De Kuip di Rotterdam. L'episodio ispirò anche la canzone di Johnny Hoes Waar Is De Bril van Van Daele ("Dove sono gli occhiali di Van Daele?").

## Palmarès

### Club

#### Competizioni nazionali
- Campionato olandese: 3

Feyenoord: 1968-1969, 1970-1971, 1973-1974
- Coppa dei Paesi Bassi: 1

Feyenoord: 1968-1969

#### Competizioni internazionali
- Coppa dei Campioni: 1

Feyenoord: 1969-1970
- Coppa Intercontinentale: 1

Feyenoord: 1970
- Coppa UEFA: 1

Feyenoord: 1973-1974